# Zoltán Kádár (Archäologe)
Zoltán Kádár (* 24. Juli 1915 in Sepsiszentgyörgy, Komitat Háromszék, Königreich Ungarn; † 17. März 2003 in Budapest, Ungarn) war ein ungarischer Archäologe und Kunsthistoriker.

## Leben und Wirken
Zoltán Kádár war der Sohn des Wirtschaftsinspektors Károly Kádár und von Lenke Barabás. Er besuchte in Szolnok die Grund- und Mittelschule und absolvierte das Ferenc-Verseghy-Gymnasium. Von 1933 bis 1939 studierte er an der Katholischen Péter-Pázmány-Universität in Budapest unter anderem bei Tibor Gerevich, András Alföldi und Károly Kerényi. In dieser Zeit arbeitete er 1936 bis 1937 in der archäologischen Abteilung des Historischen Museums und danach bis 1938 als Praktikant in der Bibliothek im Szépművészeti Múzeum. 1939 graduierte er mit einer Arbeit über christliche Ikonografie in der Provinz Pannonia.
Von 1939 bis 1942 war er Stipendiat des Historischen Museums und konnte 1939/1940 Studienreisen nach Rom und Tripolitanien unternehmen. Von 1942 bis 1943 arbeitete er im Vorstand der katholischen landwirtschaftlichen Jugendverbände (KALOT). 1944 bis 1948 war er Lehrer an der Nationalen Kunstgewerbeschule. Ab 1948 arbeitete er als Institutslehrer und Leiter der Abteilung für Klassische Philologie an der Lajos-Kossuth-Universität in Debrecen. Dort war er ab 1953 Dozent und Leiter der Abteilung für Alte Geschichte. 1976 ging er in den Ruhestand, lehrte aber noch an der Eötvös-Loránd-Universität, an der Theater- und Filmhochschule und an der Károli Gáspár Református Egyetem.
Zoltán Kádár wurde 1958 Kandidat der Wissenschaften für Kunstgeschichte und 1979 mit einer Arbeit über weltliche Malerei im byzantinischen Reich zum Ph.D. promoviert. Zu seinen Forschungsschwerpunkten gehörten die byzantinische und römische Kunst, die Provinz Pannonia, die antike christliche Ikonographie und Bildhauerei sowie die Medizingeschichte. Sein besonderes Interesse galt der antiken Wissenschaft, insbesondere der Zoologie. Er untersuchte die Beziehung zwischen Mensch und Tier und die Rolle der Tierwelt in der Kunst. Seine Monografie Survivals of Greek Zoological Illumination in Byzantine Manuscripts aus dem Jahr 1978 fand ein großes internationales Echo.
Zoltán Kádár war ab 1967 Mitglied der Ungarischen Archäologischen Gesellschaft und der Gesellschaft für Altertumswissenschaften. Er war Mitglied des Archäologischen Komitees der Ungarischen Akademie der Wissenschaften, ab 1970 Mitglied des Ausschusses für Kunstgeschichte der Akademie der Wissenschaften und ab 1971 Vorstandsmitglied der Gesellschaft für Medizingeschichte. 2002 wurde er zum Mitglied der „Szent István Tudományos Akadémia“ gewählt.

## Auszeichnungen
- 1973: Arnold-Ipolyi-Preis
- 1979: János-Zsámboky-Gedenkmedaille[3]
- 1998: Goldenes Verdienstkreuz der Republik Ungarn

## Schriften
Zoltán Kádár veröffentlichte über 100 wissenschaftliche Arbeiten.
- Pannonia ókeresztény emlékeinek ikonográfiája. Hochschulschrift. Stephaneum Nyomda, Budapest 1939, OCLC 1014817889.
- Die kleinasiatisch-syrischen Kulte zur Römerzeit in Ungarn. Brill, Leiden 1962, DNB 452281903.
- Survivals of Greek zoological illuminations in Byzantine manuscripts. Aus dem Ungarischen von Timothy Wilkinson. Akadémiai, Budapest 1978, ISBN 963-05-1187-8.
- Világi festészet a Bizánci Birodalomban. 395–1456. Dissertation. Budapest 1978.
- mit Árpád Szabó: Antik természettudomány. Gondotat, Budapest 1984, ISBN 963-281-390-1.
- Bizánci művészet. Mit Illustrationen von Gabriella Kiss. Corvina, Budapest 1987, ISBN 963-13-2390-0.
- mit György Neméth, Erzsébet Tompos: A Hagia Szophia. Képzömüvészeti Kiadó, Budapest 1987, ISBN 963-336-284-9.
- mit Szaniszló Priszter: Az élővilág megismerésének kezdetei hazánkban. A magyar biológia rövid kultúrtörténete a reformkorig. Akadémiai, Budapest 1992, ISBN 963-05-6372-X.
- mit Anna Tóth: Az egyszarvú és egyéb állatfajták Bizáncban. Typotex, Budapest 2000, ISBN 963-9132-87-X.